# Диброва (Синельниковский район)
Диброва (укр. Діброва) — село,
Дибровский сельский совет,
Синельниковский район,
Днепропетровская область,
Украина.
Код КОАТУУ — 1224881701. Население по переписи 2001 года составляло 268 человек.
Является административным центром Дибровского сельского совета, в который, кроме того, входят сёла
Весёлое и
Вороновка.

## Географическое положение
Село Диброва находится на левом берегу реки Днепр,
выше по течению на расстоянии в 2,5 км расположено село Перше Травня (Днепровский район),
ниже по течению на расстоянии в 2 км расположено село Вороновка,
на противоположном берегу — село Майорка (Днепровский район).